# Jia-A League 1990
La stagione 1990 è stata la seconda edizione della Jia-A League, trentunesima stagione della massima serie cinese di calcio.

## Avvenimenti

### Il campionato
Il torneo vide il ritorno del Liaoning alla vittoria finale: appena laureatasi campione continentale, la squadra dominò il torneo vincendo il sesto titolo con sette punti di distacco sul Bayi, che poteva vantare di un maggior numero di punti bonus. Sul fondo della classifica, oltre a un Henan capace di ottenere un solo pari nell'arco del torneo, retrocesse il Guangdong nonostante il vantaggio negli scontri diretti coi campioni uscenti della Cina olimpica.

## Rosa

### Profili
| Club partecipanti | Club partecipanti | Città     | Stagione 1989                     |
| ----------------- | ----------------- | --------- | --------------------------------- |
| Bayi              | dettagli          | Pechino   | 4° in Jia-A League                |
| Cina olimpica     | Cina olimpica     | Tianjin   | Campione della Cina (come Cina B) |
| Dalian            | dettagli          | Dalian    | 2° in Jia-B League (promosso)     |
| Guangdong         | dettagli          | Canton    | 6° in Jia-A League                |
| Henan             | dettagli          | Zhengzhou | 1° in Jia-B League (promosso)     |
| Liaoning          | dettagli          | Shenyang  | 2° in Jia-A League                |
| Shanghai          | dettagli          | Shanghai  | 3° in Jia-A League                |
| Tianjin           | dettagli          | Tianjin   | 5° in Jia-A League                |

### Allenatori
| Club          | Allenatore                                  |
| ------------- | ------------------------------------------- |
| Bayi          | Liu Guojiang Li Jozhee (dal 1º agosto 1990) |
| Cina olimpica | Xu Genbao                                   |
| Dalian        | Qi Wusheng                                  |
| Guangdong     | Yue Guangdong Chen Xirong (dal luglio 1990) |

| Club     | Allenatore    |
| -------- | ------------- |
| Henan    | Wang Suisheng |
| Liaoning | Li Yingfa     |
| Shanghai | Li Wenlong    |
| Tianjin  | Fun Shenru    |

## Classifica finale
|                 | Pos. | Squadra       | Pt (Bonus) | G  | V | N | P  | GF | GS | DR  |
| --------------- | ---- | ------------- | ---------- | -- | - | - | -- | -- | -- | --- |
| Cina (bandiera) | 1.   | Liaoning      | 31 (7)     | 14 | 7 | 3 | 4  | 17 | 11 | +6  |
|                 | 2.   | Bayi          | 27 (5)     | 14 | 5 | 7 | 2  | 14 | 8  | +6  |
|                 | 3.   | Dalian        | 26         | 14 | 8 | 2 | 4  | 17 | 10 | +7  |
|                 | 4.   | Shanghai      | 26 (4)     | 14 | 6 | 4 | 4  | 15 | 16 | -1  |
|                 | 5.   | Tianjin       | 22 (1)     | 14 | 5 | 6 | 3  | 17 | 11 | +6  |
|                 | 6.   | Cina olimpica | 20         | 14 | 5 | 5 | 4  | 18 | 13 | +5  |
|                 | 7.   | Guangdong     | 17         | 14 | 3 | 6 | 5  | 11 | 17 | -6  |
|                 | 8.   | Henan         | 1          | 14 | 0 | 1 | 13 | 5  | 28 | -23 |

Legenda:

      Campione della Cina e ammessa al Campionato d'Asia per Club 1991-92

      Retrocessa in Jia-B League 1991

Note:
Tre punti a vittoria, uno a pareggio, zero a sconfitta.
Per ogni giocatore convocato in nazionale maggiore la squadra riceve un punto bonus

## Statistiche

### Classifica dei marcatori
Nel corso del campionato sono state segnate complessivamente 114 reti, di cui tre autoreti, per una media di 2,04 marcature per incontro. Di seguito viene riportata la classifica dei cannonieri:
| Gol | Rigori |  | Giocatore   | Squadra       |
| --- | ------ |  | ----------- | ------------- |
| 6   |        |  | Zhu Youhong | Shanghai      |
| 4   | 1      |  | Xu Hong     | Dalian        |
| 4   |        |  | Sun Wie     | Liaoning      |
| 4   |        |  | Shen Yi     | Tianjin       |
| 4   |        |  | Zhu Youhong | Shanghai      |
| 4   |        |  | Zhuo Shufa  | Shanghai      |
| 4   |        |  | Hao Haidong | Cina olimpica |
| 4   |        |  | Liang Hao   | Guangdong     |